# Witold Lesiewicz
Witold Lesiewicz est un réalisateur polonais né le 9 septembre 1922 à Białystok, mort le 23 mars 2012 à Varsovie.

## Biographie
Witold Lesiewicz est né le 9 septembre 1922 à Białystok, en Pologne.
En 1952, il est diplômé de l'École nationale de cinéma de Łódź. Après avoir obtenu son diplôme, il a commencé à travailler au studio de cinéma Wytwórnia Filmów Dokumentalnych i Fabularnych (pl).
Dans les années 1950, il réalise des documentaires, dont beaucoup sont consacrés à la Haute-Silésie. À l'époque, il collabore souvent avec son ami Andrzej Munk, ils réalisent notamment le film intitulé Gwiazdy muszą płonąć. En 1958, il fait ses débuts dans le cinéma avec le film Dezerter dans les rôles principaux sont joués par Józef Nowak et Maria Ciesielska.
En 1963, après la mort tragique d'Andrzej Munk, il entreprend l'achèvement de son célèbre film Pasażerka. Les films de Lesiewicz ayant obtenu la plus grande reconnaissance sont ceux référant à l'histoire de la Pologne dans les premières années d'après-guerre : Rok pierwszy, Kwiecień, Nieznany.
En 1979, il passe pour la dernière fois derrière la caméra et réalise la série Doktor Murek basée sur le roman de Tadeusz Dołęga-Mostowicz.
Il meurt le 23 mars 2012 à Varsovie, quelques mois avant son 90e anniversaire. Il est enterré dans sa ville natale.

## Filmographie
- 1951 : Żerań – fabryka jutra
- 1952 : Wesoła II
- 1953 : Początek abecadła
- 1954 : Gwiazdy muszą płonąć (avec Andrzej Munk)
- 1956 : Zielony i czarny Śląsk
- 1956 : Śląsk
- 1958 : Dezerter
- 1959 : Koncert na ekranie
- 1959 : Chwila wspomnień
- 1960 : Rok pierwszy
- 1961 : Kwiecień
- 1962 : Między brzegami
- 1963 : Pasażerka (Lesiewicz a terminé la réalisation du film après la mort d'Andrzej Munk)
- 1964 : Nieznany
- 1965 : Miejsce dla jednego
- 1967 : Klub szachistów
- 1967 : Zbrodnia lorda Artura Savile’a
- 1967 : Przeraźliwe łoże
- 1969 : Wrocławska opowieść
- 1971 : Bolesław Śmiały
- 1979 : Doktor Murek (série télévisée)